# Katedralen i München
Katedralen i München är en bok av den svenske författaren P.O. Enquist, som samlar hans 28 repotageartiklar om Olympiska sommarspelen 1972 i München. Artiklarna var ursprungligen skrivna för Expressen. Boken släpptes den 4 november 1972.